# Ignacio Valencia
Ignacio Valencia López (Popayán, 28 de octubre de 1936-Bogotá, 8 de diciembre de 2023) fue un abogado, político y diplomático colombiano. 
Fue miembro del Partido Conservador Colombiano, por el cual fue Representante a la Cámara, Senador y Embajador.

## Biografía
Fue representante a la cámara por dos períodos a nombre del conservatismo, y en ambas ocasiones por su departamento natal, Cauca; y senador en otros dos períodos por el mismo partido. También fue embajador de Colombia en Marruecos.
En 2010, pese a ser conservador, se alineó a la campaña presidencial del exministro de Defensa Juan Manuel Santos, quien se presentó como el continuador de la obra del saliente presidente Álvaro Uribe Vélez.
Uno de sus hijos, Paloma Valencia, de profesión abogada, se ha dedicado también a la política, siendo electa senadora en 2014.
Falleció el 8 de diciembre de 2023, en Bogotá, a los 87 años.